# Hydrillodes semiquadrata
Hydrillodes semiquadrata är en fjärilsart som beskrevs av Louis Beethoven Prout. Hydrillodes semiquadrata ingår i släktet Hydrillodes och familjen nattflyn. Inga underarter finns listade i Catalogue of Life.